# Voith (Unternehmen)
Die Voith Group [fɔʏ̯t] ist ein weltweit agierender Technologiekonzern und in den Märkten Energie, Papier, Rohstoffe und Transport tätig. Das 1867 gegründete Familienunternehmen ist weltweit tätig und hat seinen Stammsitz in Heidenheim an der Brenz. Voith ist heute mit rund 22.000 Mitarbeitern, 5,2 Milliarden Euro Umsatz und Standorten in über 60 Ländern der Welt eines der großen Familienunternehmen Europas.

## Geschichte des Konzerns

### Gründungsjahre
Johann Matthäus Voith übernahm 1825 die Schlosserwerkstätte seines Vaters in Heidenheim mit fünf Beschäftigten und führte vor allem Reparaturarbeiten an Wasserrädern und Papiermühlen aus.
Um 1830 arbeiteten in Heidenheim über 600 Arbeiter in 15 Fabriken, die vorwiegend von vermögenden Kaufleuten und Verlegern gegründete Textilfabriken waren. Die nötige Instandhaltung der teuren Maschinen bot etlichen Handwerksbetrieben Einkommensmöglichkeiten, allen voran den Schlossern des damals noch kleinen Ortes. Bereits im Jahr 1830 beteiligte sich Johann Matthäus Voith mit seinem Betrieb am Bau einer Papiermaschine von Johann Jakob Widmann aus Heilbronn.
Voith entwickelte nach dem Patent von Friedrich Gottlob Keller die ersten Holzschleifer. Er legte damit den Grundstock für das Industrieunternehmen Voith. Als das Unternehmen immer größer wurde, stieg auch das Privatvermögen der Inhaber. Laut einem Gemeinderatsprotokoll vom 28. September 1849 betrug das Vermögen Johann Matthäus Voiths 1849 über 7000 fl., acht Jahre später schätzte man es bereits auf 15.000 fl. 1850 wurde Johann Matthäus Voith in den Gemeinderat einberufen, 1855 erhielt er neben neun weiteren Heidenheimer Unternehmern ein Stipendium für die Reise zur Weltausstellung in Paris.
| Jahr | Mitarbeiter |
| ---- | ----------- |
| 1825 | 5           |
| 1853 | 7           |
| 1867 | etwa 35     |
| 2023 | rund 21.000 |

Nach 1850 begann der bisher auf Reparaturen spezialisierte Betrieb – wie auch andere Heidenheimer Schlosser – verstärkt damit, verschiedenste aus England importierte Maschinen selbst nachzubauen. Hergestellt wurde, was die Kunden gerade bestellten. Der Schritt vom Handwerksbetrieb zur Maschinenfabrik wurde durch Verträge zur Fertigung von Maschinen für den Papierfabrikanten Heinrich Voelter vollzogen. Es handelte sich dabei seit 1856 um mechanische Holzschleifer (nach einem ursprünglich 1846 von Friedrich Gottlob Keller an Voelters Vater verkauften Patent, das Friedrich Voith 1868 weiterentwickeln und selbst neu anmelden sollte), seit 1861 um Raffinierapparate zur Zerkleinerung grober Holzsplitter. Damit einher ging eine frühe Spezialisierung auf Maschinen zur Papier- und Holzstoff-Fabrikation. 1863 wurde der Betrieb um eine neue Schlosserei erweitert, die mit einer der wenigen Dampfmaschinen Heidenheims ausgestattet wurde. Maschinen wurden bis zur Entwicklung von Stahlguss aus Gusseisen gebaut. Dessen Transport war allerdings beschwerlich und so baute man auch noch eine eigene Gießerei.
Zahlen zur Umsatz- und Gewinnentwicklung sind keine erhalten, als Zeugnis einer guten wirtschaftlichen Entwicklung wird aber unter anderem die räumliche Expansion des Unternehmens herangezogen. 1863 kaufte Friedrich Voith einen Teil einer Lohmühle und richtete dort die erste Versuchsanstalt für die Erzeugung von Holzschliff ein.
Nachdem Voelters Papierfabrik 1864 durch einen Brand zerstört worden war, kam es zu einem ersten Großauftrag zur Herstellung von acht Papierholländern, der eine erneute Erweiterung um ein Maschinenhaus erforderte. Der Name wurde vom einfachen Mechanicus Voith auf Mechanische Werkstätte und Eisengießerei geändert.

### Aufstieg zum Industrieunternehmen

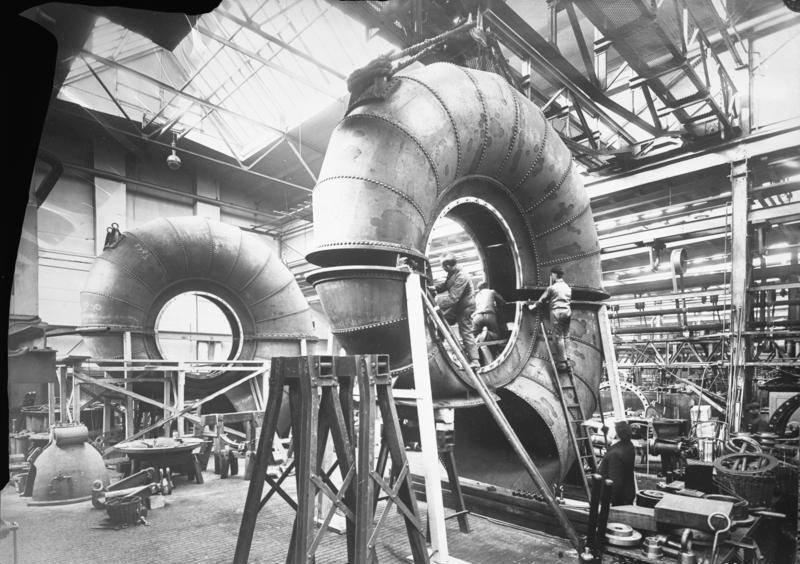
Montage von Riesen-Spiralturbinen von Voith für eine Leistung von 3677 kW, die für das Kraftwerk Nore in Norwegen bestimmt waren, im November 1928

Der 1. Januar 1867 ist offizieller Gründungstag der Firma J. M. Voith. Zu diesem Zeitpunkt arbeiteten etwa 35 Mitarbeiter in dem Unternehmen. Am 1. Januar 1867 übernahm der einzige Sohn des 63-jährigen Johann Matthäus Voith, der 26-jährige Friedrich Voith den Betrieb als alleiniger Inhaber. Unter ihm wurde die Werkstatt seines Vaters schnell zu einem größeren Unternehmen und spezialisierte sich auf die Bereiche Papiermaschinen- und Wasserrad- bzw. Turbinenbau. 1869 erhielt Voith das erste Patent für einen Holzschleifer mit Zahnstangen-Anpressung. Am 18. November 1869 wurde beim Königlichen Oberamtsgericht um die Eintragung ins Handelsregister nachgesucht und das Unternehmen in Maschinenfabrik und Eisengießerei von J. M. Voith in Heidenheim umbenannt.

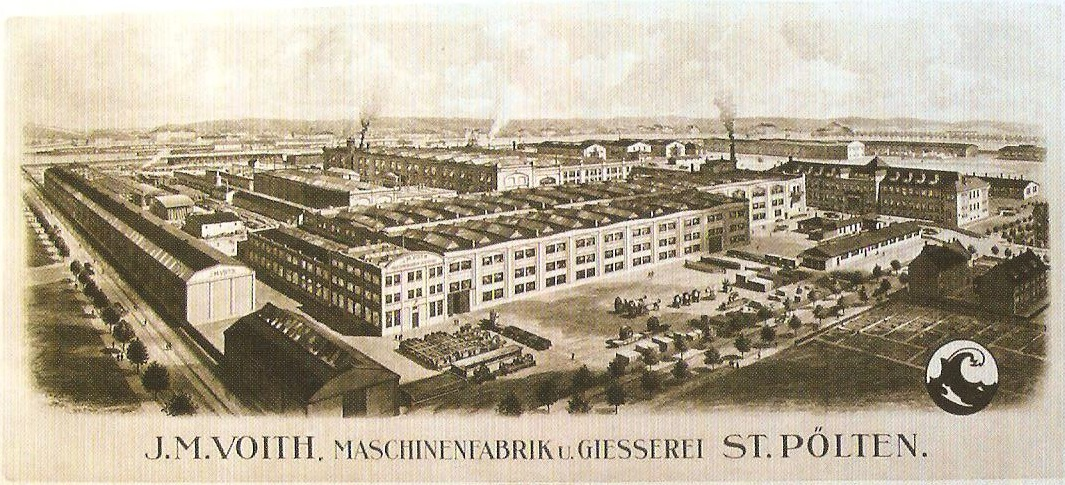
Das 1904 eröffnete erste Tochterwerk, die Maschinenfabrik J. M. Voith in St. Pölten, um 1910

1871 wurde die etwa acht Jahre alte Gießerei erweitert, die im selben Jahr mit einer Jahresproduktion von 240 Tonnen bei einem durchschnittlichen Belegschaftsstand von 19 Arbeitern pro Tag im Mittelfeld aller Württembergischen Gießereien lag. 1880 waren es 380 Tonnen bei durchschnittlich 34 Arbeitern, 1890 1401 Tonnen bei 106 Arbeitern und 1900 waren es 3098 Tonnen bei 220 Arbeitern. Zur Jahrhundertwende war die Gießerei damit vom Mittelfeld zur zweitgrößten Gießerei Württembergs aufgestiegen.
Die Produktbereiche des Unternehmens – Papiermaschinen und Stofftechnik – wurden um einen weiteren Geschäftszweig ergänzt. Durch die Aufnahme des Wasserturbinenbaus mit einer 100-PS-Henschel-Jonval-Turbine gehörten von nun an auch Turbinen zu der Produktpalette von Voith. Zu den betreffenden Zahlen finden sich in den Quellen allerdings unterschiedliche Angaben.
Grund für diese neue Produktionssparte dürfte der Umstand gewesen sein, dass die Heidenheimer Betriebe im eisenerzarmen und kohlelosen Württemberg unter fehlender Antriebsenergie litten und bis weit ins 19. Jahrhundert hinein die aus der Brenz gewonnene Wasserkraft ihr wichtigster Energielieferant blieb. Friedrich Voith war schon während seiner Ausbildung mit dem Problem der Gewinnung von Energie durch Wasserkraft konfrontiert worden, und seit 1873 wurden in Zusammenarbeit mit Wilhelm von Kankelwitz (1831–1892), Maschinenbau-Professor am Stuttgarter Polytechnikum, weiterentwickelte Francis-Turbinen an Heidenheimer Industriebetriebe verkauft.
Auf der Weltausstellung 1873 in Wien präsentierten Friedrich Voith und Heinrich Voelter den Voith-Schleifer. Für ihre Entwicklung erhielten sie die Fortschrittsmedaille.
1879 wurde nach den Entwürfen des Voith-Ingenieurs Adolf Pfarr der erste selbsttätige Geschwindigkeitsregler für Turbinen gebaut. Die ersten Turbinen waren ursprünglich für den mechanischen Antrieb von Maschinen bestimmt. Mit der Elektrifizierung dienten Wasserturbinen jedoch vorwiegend der Erzeugung von elektrischem Strom.
1881 fertigte Voith die erste komplette Voith-Papiermaschine PM1 mit 2,35 Metern Siebbreite für die Firma Raithelhuber, Bezner & Cie. in Gemmrigheim. 1886 wurde das erste Kontor-Gebäude gebaut. 1887 errichtete man eine Kantine, 1889 eine weitere große Montagehalle, die das Fabrikgelände von 5090 m² auf 9590 m² vergrößerte. 1896 wurde eine neue Maschinenhalle für den Turbinenbau in Betrieb genommen, die als erstes Gebäude rechts der Brenz lag.
1890 begann Voith mit der Auslieferung von Hochdruck-Freistrahlturbinen. Im selben Jahr wurde Friedrich Voith vom württembergischen König Karl I. zum Kommerzienrat ernannt. 1892 besuchte der Württembergische König Wilhelm II. das Privathaus Friedrich Voiths.
Seine Maschinenfabrik war das zweitgrößte Unternehmen Heidenheims, insgesamt besuchte der König vier Unternehmen in Heidenheim. 1892 beschäftigte das Unternehmen 330 Mitarbeiter und gehörte damit zu den größten Unternehmen im Königreich Württemberg.
In anderen Zentren der Industrialisierung kam es zu dieser Zeit zu zahlreichen sozialen Konflikten zwischen Unternehmen und Arbeitern. Dass dies in den Heidenheimer Großbetrieben nicht der Fall war, wird auf verschiedene Ursachen zurückgeführt. So nennt die Forschung traditionell enge Wechselbeziehungen zwischen Gewerbe und Landwirtschaft und das Faktum, dass Heidenheim nur eine Kleinstadt war. Des Weiteren wird angenommen, dass der hohe Anteil von arbeitenden Frauen und Kindern in der Textilindustrie ein Faktor dafür gewesen sein könnte, dass Sozialdemokratie und Gewerkschaften in Heidenheim nur langsam Fuß fassten.
Trotzdem begannen sich die Arbeiter zu organisieren. 1890 wurde in Heidenheim ein Büro des Deutschen Metallarbeiter-Verbands eröffnet und ein SPD-Ortsverein gegründet. Für 1904 nahm man 80 bis 100 Gewerkschaftsmitglieder an. Im selben Jahr gründete man ein sogenanntes Gewerkschaftskartell, um die verschiedenen bis dahin entstandenen Gewerkschaften (der Buchdrucker, Holzarbeiter, Bauarbeiter und Fabrikarbeiter) miteinander zu verbinden.
Ab 1893 nahm die Firma J. M. Voith den Bau von Pelton-Turbinen auf. Für Friedrich Voith war die Fertigung der Freistrahlturbinen ein weiterer Fortschritt in wirtschaftlicher wie technologischer Hinsicht. Für ihn war der Kontakt zu Wissenschaft und Forschung essenziell. Voith erhielt 1903 einen Auftrag zum Bau der größten Turbinen der Welt: zwölf Francis-Turbinen mit je 12.000 PS für die Kraftwerke an den Niagarafällen in den USA und Kanada. In der Folge expandierte der Turbinensektor bei Voith mit dem Bau neuer Elektrizitätswerke.
1904 verließ die 50. Papiermaschine das Heidenheimer Werk, 1913 die 150. Erfolgreich war auch der Schüttelsortierer, der die von der Schleifmaschine produzierten groben Splitter sortieren konnte. Seit 1902 wurde er durch ein neues Schleuderverfahren ersetzt.
1904 wurde auch das erste Tochterwerk im österreichischen St. Pölten gegründet (siehe dazu Voith Austria Holding), dessen Leitung bis 1944 Walther Voith übertragen wurde. 1906 wurde das Werksgelände durch eine Industriebahn mit dem Heidenheimer Bahnhof verbunden.
Nachdem Friedrichs ältester Sohn bereits seit 1904 die Fabrik in Österreich leitete, wurde der zweitälteste, Hermann, 1906 in die Geschäftsführung aufgenommen. Allgemein wurde das bisher gültige Praxiswissen nun vermehrt durch theoretisches, in wissenschaftlicher Ausbildung erworbenes Wissen verdrängt, so baute auch Voith 1907 eine Versuchsanstalt für Turbinen in Hermaringen und 1908 eine weitere auf der Brunnenmühle. Im selben Jahr nahm die erste hydraulische Versuchsanstalt Brunnenmühle in Heidenheim ihren Betrieb auf und markiert einen weiteren Meilenstein in der Entwicklung des Unternehmens.

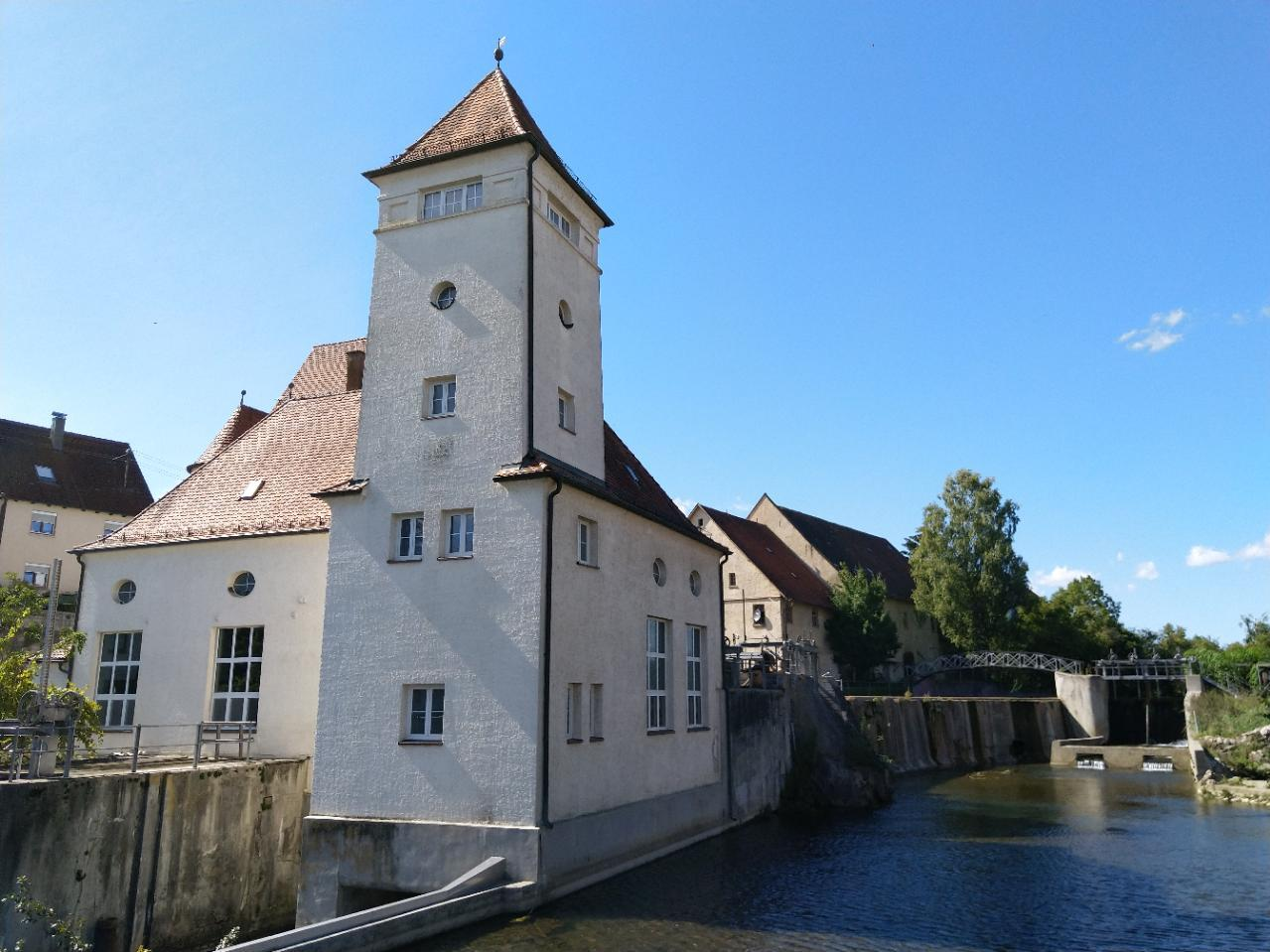
Wasserkraftwerk Hermaringen

Mit der Versuchsanstalt baut Voith das erste Pumpspeicherwerk Deutschlands. Der Hochbehälter der Anlage lag auf dem Heidenheimer Schlossberg und hatte ein Fassungsvermögen von 8000 m³. Die Tests der Turbinen wurden knapp 100 m tiefer in der im Tal der Brenz gelegenen Brunnenmühle durchgeführt.
Die stark steigende Beschäftigtenzahl der Firma Voith sieht man als eine Hauptursache dafür, dass es 1908 bereits 800 Gewerkschaftsmitglieder in Heidenheim gab. Spricht man von einem zuvor guten Verhältnis zwischen Arbeitern und Fabrikanten in Heidenheim, so änderte sich dies mit der Gründung des Deutschen Metallarbeiter-Verbands. Dafür, dass sich vor dem Ersten Weltkrieg die Konflikte bei Voith zu häufen begannen, wird mehr die Führungspraxis des Unternehmens, als – wie auch behauptet – der Metallarbeiter-Verbands-Funktionär Sebastian Geiger verantwortlich gemacht.
1910 wurde ein Gebäude für eine Modellhalle und eine Gussputzerei, 1911 eine neue Gießerei errichtet. 1911 baute Voith am österreichischen Standort St. Pölten die seinerzeit schnellste und breiteste Papiermaschine für Rotationsdruckpapier. Im Jahr 1912 wandelte Friedrich das Unternehmen in eine Offene Handelsgesellschaft um und übertrug den beiden Söhnen einen Großteil seiner Geschäftsanteile. Friedrich Voith hinterließ ein florierendes Unternehmen und seine Söhne teilten sich in die Leitungsaufgaben. Walther leitete den Standort St. Pölten, Hermann die kaufmännischen Belange des Heidenheimer Stammhauses und Hanns die technische Abteilung.
Friedrich Voith starb 1913 und nur einen Monat später wurde auch der dritte Sohn, Hanns, in die Geschäftsführung aufgenommen. 1913 beschäftigte das Unternehmen in Heidenheim und St. Pölten über 3000 Mitarbeiter. In demselben Jahr baute Voith die bislang größte Papiermaschine für Zeitungsdruck mit 5,2 Meter Siebbreite für Holmen Bruks im schwedischen Hallstavik.
Im Nachlass Friedrich Voiths ist die Bilanz zum Schluss des Geschäftsjahres 1912/1913 erhalten. Die Bilanzsumme der J. M. Voith in Heidenheim betrug am 1. Juli 1913 rund 15,9 Millionen Mark, die der J. M. Voith in St. Pölten rund 4,4 Millionen Kronen oder 3,8 Millionen Mark. Die Verbindlichkeiten aus Darlehen betrugen in Heidenheim rund 7,2 Millionen Mark, in St. Pölten rund 2,4 Millionen Mark. Die Einlagen der offenen und stillen Gesellschafter betrugen in Heidenheim zusammen 7,3 Millionen Mark.
Wie das Unternehmen immer größer wurde, so stieg auch das Privatvermögen der Inhaber. Laut einem Gemeinderatsprotokoll vom 28. September 1849 betrug das Vermögen Johann Matthäus Voiths 1849 über 7000 Gulden, acht Jahre später schätzte man es bereits auf 15.000 Gulden. Im Jahr 1909 versteuerte Friedrich Voith als physische Person in Württemberg ein privates Einkommen von 913.405 Mark und zahlte 5 Prozent davon, nämlich 45.670 Mark Steuern.

### Zwischenkriegszeit
Nach dem Ersten Weltkrieg entschieden sich die Brüder zu einer strategischen Erweiterung des Unternehmens und brachten den Bereich Antriebstechnik auf den Weg. 1922 begann Voith mit dem Zahnradgetriebebau; die langjährigen aus dem Turbinenbau stammenden Kenntnisse der Strömungstechnik kamen Voith hier zugute. Der Durchbruch gelang mit Hilfe von Hermann Föttinger und seiner Erfindung der hydrodynamischen Kraftübertragung. Im selben Jahr verließ die erste nach ihrem Erfinder Viktor Kaplan benannte Kaplanturbine die Voith-Werkshallen.
Im Jahr 1927 meldete der Ingenieur Ernst Schneider gemeinsam mit der Firma Voith in Sankt Pölten ein Patent für den Voith-Schneider-Propeller an, der im Jahr zuvor nach den Plänen des Wiener Ingenieurs entstanden ist. Das Besondere: Der Schiffantrieb, der zugleich die Steuerung übernimmt, erlaubt eine bis dahin nicht mögliche Manövrierfähigkeit von Schiffen. Voith startete somit einen weiteren Produktbereich, der in den kommenden Jahrzehnten den Namen Voith weltweit bekannt machte. Diese Erfindung des Wiener Ingenieurs Ernst Schneider wurde bei Voith weiterentwickelt.
1929 entwickelte Voith die ersten hydrodynamischen Kupplungen nach Föttinger, die im Koepchenwerk, einem Pumpspeicherkraftwerk in Herdecke, eingesetzt wurden. Es folgten neue Antriebe für Schienen- und Straßenfahrzeuge. Das Unternehmen machte sich auch mit hydrodynamischen Getrieben und Kupplungen für industrielle Anlagen einen Namen.
Bis zum Jahr 1934 hatte Voith 11.525 Turbinen für Wasserkraft- und Pumpspeicherwerke mit einer Gesamtleistung von 7,9 Millionen PS ausgeliefert.
Nach der erfolgreichen Fahrt des Versuchsboots „Torqueo“, das erstmals mit einem Voith-Schneider-Propeller ausgestattet war, startete in Italien 1937 der erste Voith-Schneider-Propeller-Einsatz für den Personenverkehr in Venedigs engen Kanälen. Auf der Weltausstellung 1937 in Paris wurde Voith dreimal mit dem Grand Prix ausgezeichnet. Ausgestellt wurden Voith-Schneider-Propeller und Voith-Turbogetriebe. Ein Jahr später gingen in Paris zwei Feuerlöschboote mit VSP auf der Seine in Betrieb.
1939 begann der Zweite Weltkrieg, der Voith die Geschäftsgrundlage entzog. Das Auslandsgeschäft kam zum Erliegen. Die Gesamtproduktion verringerte sich drastisch, besonders der Papiermaschinenbau lag am Boden. 600 der 4000 Mitarbeiter waren im Krieg gefallen oder galten als vermisst.
Nach dem Tod von Hermann Voith übernahm 1942 Hanns Voith die Gesamtleitung des Heidenheimer Voith-Werkes. Am 24. April 1945 besetzte die US-Army Heidenheim und stellte ein Ultimatum, dass die Stadt binnen einer Stunde übergeben werden müsse. Da der stellvertretende Bürgermeister nicht zu finden war, führte Hanns Voith persönlich die friedvolle Übergabe der Stadt an die Amerikaner durch.

### Wiederaufbau und Internationalisierung
Hanns Voith und Hugo Rupf brachten das Unternehmen Voith nach dem Zweiten Weltkrieg wieder zur Blüte. Die Voith-Turbinenlieferung 1947 nach Norwegen war der erste Auslandsauftrag der Nachkriegszeit in Baden-Württemberg. Wichtige weitere Aufträge umfassten die Lieferung von acht Voith-Schneider-Propellern für die United Africa Co. im Jahr 1949 sowie 46 Voith-Turbogetriebe nach Brasilien und eine Papiermaschine nach Holland im Jahr 1951. 1951 lief auch der erste Voith-Wassertrecker „Biene“ vom Stapel.
Das Drei-Wandler-Getriebe für mehrteilige Ferntriebwagen und das Diwabus-Getriebe führten Voith 1952 an die Spitze der technischen Entwicklung. 1953 erreichte die Entwicklung und Konstruktion von Papiermaschinen einen neuen Höhepunkt. Für die Feldmühle AG baute Voith die schnellste Papiermaschine Europas für die Produktion von Zeitungspapier. Mit einer Geschwindigkeit von 600 m/min erreichte sie eine Produktionsleistung von 200 Tonnen pro Tag.
1956 eröffnete Voith ein Zweigwerk in Crailsheim und produzierte dort Turbokupplungen. Im gleichen Jahr exportierte Voith das erste Turbogetriebe in die Vereinigten Staaten. 1957 wurde Hugo Rupf Geschäftsführer an der Seite von Hanns Voith. Hugo Rupf war der erste Unternehmensleiter, der nicht der Familie Voith angehörte. Auf der Weltausstellung in Brüssel erhielt Voith 1958 eine Goldmedaille für die ersten Turbogetriebe für dieselhydraulische Lokomotivantriebe für die Deutsche Bundesbahn.
In den 1960er Jahren wuchs Voith zu einem international operierenden Konzern heran. Voith gehörte zu den Pionieren des Papier-Recyclings.
Das Unternehmen entwickelte zusammen mit den Papierfabriken Palm und Haindl ein neues Flotations-Deinking-Verfahren zur Gewinnung von Papierfaserstoff aus Altpapier. Mit diesem Prozess war es möglich, aus Altpapier die Druckfarben zu entfernen und neues, hochwertiges Papier herzustellen. Im Jahr 1961 lieferte Voith die bislang größte Zeitungsdruckpapiermaschine Europas mit 8,3 Metern Siebbreite an das Verlagshaus Ahlström im finnischen Warkaus aus. In Crailsheim entstand derweil die erste Voith Turbo-Regelkupplung.
1962 beteiligte sich das Unternehmen mit zwei Spiralturbinen, vier Speicherpumpen und zwei Pumpturbinen am damals größten europäischen Pumpspeicherwerk im luxemburgischen Vianden. Für den Ausbau der Antriebstechnik wurde die Expansion in Fertigungskapazitäten notwendig. 1963 nahm das Werk in Garching bei München die Produktion von Automatikgetrieben für Busse auf. 1964 gründete Voith ein Zweigwerk in São Paulo in Brasilien.
Zwischen 1962 und 1966 kam es zu Beteiligungen an der indischen Utkal Machinery und an der Talleres de Tolosa in Spanien, zur Übernahme des Werkzeug- und Papiermaschinen-Herstellers Dörries sowie zur Gründung von Vertriebsgesellschaften in Großbritannien und Frankreich.
1966 lieferte Voith die breiteste Zeitungsdruck-Papiermaschine der Welt nach Schweden. Es folgte eine Bestellung aus den USA für zwei der größten Freistrahlturbinen der Welt mit einer Leistung von 226.000 PS. Ebenso stark waren die vier Francis-Turbinen, die Voith nach Estreito in Brasilien lieferte.
In den 1970er Jahren entwickelte Voith die Zentrimatic-Kupplung und den Voith Retarder für Busse und Lkw. 1974 gründete Voith eine Gesellschaft in Appleton (Wisconsin) und übernahm im gleichen Jahr die Mehrheit bei „Morden Machines“ in Portland (Oregon). Zwei Jahre später wurde die erste Tochtergesellschaft in Japan gegründet. Nach dem Tod von Hanns Voith übernahm Hugo Rupf 1971 den Vorsitz der Geschäftsführung. Ab 1973 leitete er das Unternehmen als Vorsitzender des Aufsichtsrates.

### Akquisitionen und Joint-Ventures
Durch die Übernahme von Appleton Mills 1983 begann Voith mit dem Einstieg in die Bespannungstechnik. Zusätzlich übernahm Voith 1986 das Hydro-Geschäft vom US-Marktführer Allis-Chalmers in York, Pennsylvania. Binnen weniger Jahre stieg die Zahl der Mitarbeiter in den USA von knapp 200 auf über 1300. 1985 eröffnete Voith im indischen Hyderabad eine Produktionsstätte.
Anfang der 1990er Jahre führten unterschiedliche Standpunkte der Familienstämme zur Realteilung des Unternehmens. Der Familienstamm Hermann Voith schied aus und erhielt einen Großteil der Finanzbeteiligungen und die Sparte Werkzeugmaschinenbau. Die Erben Hanns Voiths behielten die Stammgeschäfte Papiermaschinen, Bespannungen, Antriebstechnik, Turbinen- und Schiffstechnik. Durch die Realteilung wurde die lähmende Pattsituation im Gesellschafterkreis beseitigt.
Bei Voith verlagerte sich der Schwerpunkt der Expansion in den Fernen Osten mit Schwerpunkt in China. 1994 rüstete Voith das weltgrößte Pumpspeicherkraftwerk Guangzhou II mit Turbinen aus. Zwei Jahre später erhielt Voith den Auftrag zur Lieferung der größten Feinpapiermaschine der Welt an Gold East Paper in Dagang. In Kunshan und Liaoyang wurden 1996 neue Produktionsstätten eröffnet. Unter der Führung von Michael Rogowski, der seit 1986 Sprecher der Geschäftsführung war, wurde das Stammhausprinzip durch eine Holdingstruktur mit eigenverantwortlichen Konzernbereichen ersetzt. Weitere Meilensteine waren die Einführung des Integrationsretarders R 115 im Jahr 1988 und die Inbetriebnahme der europaweit größten Deinking-Anlage in Schongau 1989.
1994 bündelten Voith und der Schweizer Sulzer-Konzern ihre papiertechnischen Aktivitäten zu der Voith-Sulzer Papertec; damit kamen auch die Papieraktivitäten der Krefelder Kleinewefers-Gruppe, die Sulzer erst 1992 erworben hatte. 1998 übernimmt Voith die Anteile von Sulzer. 1999 erwarb Voith die papiertechnischen Geschäftsfelder des britischen Unternehmens Scapa und gehörte damit zu den führenden Unternehmen in der Bespannungstechnik. Im Jahr 2000 entstand Voith Siemens Hydro Power Generation, ein Joint Venture der beiden führenden Hersteller von Turbinen- und Generatorentechnik.
An der Konzernspitze übergab Michael Rogowski im Jahr 2000 die operative Verantwortung an Hermut Kormann. Unter seiner Leitung wuchs der Konzern seitdem zu einem Weltkonzern mit mehr als 4 Milliarden Euro Umsatz und 34.000 Beschäftigten.
Ende 2001 übernahm Voith über die Voith Paper Holding die Jagenberg Papiertechnik in Neuss zu der die Produktbereiche Rollenschneide-, Querschneider- und Papierbeschichtungsmaschinen gehörten, sowie deren Fertigungstochter Jagenberg Maschinenbau sowie deren ausländische Tochtergesellschaften Jagenberg Inc. Enfield in den USA und Basagoitia im spanischen Tolosa.
Mit dem Jahr 2002 kam die Tochter in Österreich als Voith Austria Holding AG wieder vollständig in den Konzern zurück.
Sie wurde mit dem Jahr 1945 als Deutsches Eigentum von Sowjetischen Truppen in den Verbund der USIA-Betriebe eingegliedert. Nach dem Staatsvertrag im Jahr 1955 war sie kurz österreichischer Staatsbetrieb, bevor sich Voith im Laufe der Jahre wieder seine Anteile zurückholen konnte.
Besonders entwickelte sich Voith im Bereich technischer Industriedienstleistungen. Mit einer kontrollierenden Beteiligung an der DIW Deutsche Industriewartung aus Stuttgart, wird der Grundstein für den Konzernbereich Voith Industrial Services gelegt. In den folgenden Jahren wuchs dieser Konzernbereich und es erfolgten weitere Akquisitionen wie z. B. die Imo-Hüther-Gruppe, die US-amerikanische Premier Group und die Hörmann Industrietechnik. Im November 2008 übernahm Voith Hydro das österreichische Kleinwasserkraftwerksunternehmen Kössler mit Sitz in St. Georgen.
2004 eröffnete Voith ein neues Werk in Kiel-Wik, wo dieselhydraulische Lokomotiven entwickelt und gebaut werden sollten.
Im Mai 2006 eröffnete in Heidenheim das Papierforschungszentrum Voith Paper Technology Center. In Schottland betrieb die Tochtergesellschaft Wavegen das erste weltweite Wellenkraftwerk, das Strom in ein Netz einspeist. Die Forschungsaktivitäten in Inverness wurden 2013 eingestellt. 2008 feierte Voith mit 200 Kunden und Partnern aus aller Welt das 100-jährige Jubiläum der „Brunnenmühle“ in Heidenheim, die zuvor mit einer Investition vom mehr als 20 Mio. Euro modernisiert wurde.
Die „Brunnenmühle“ ist das weltweite Forschungs- und Entwicklungszentrum für Wasserkrafttechnologie bei Voith Hydro und eines der modernsten Testzentren für Wasserkraftkomponenten weltweit. Rund 300 Ingenieure arbeiten nicht nur in der Zentrale in Heidenheim, sondern auch an vier weiteren Standorten: in São Paulo, Brasilien; in York, Pennsylvania, USA; in Noida, Indien; und in Västerås, Schweden. In der „Brunnenmühle“ werden u. a. Generatoren, Turbinen, Steuerungstechnologie und Absperrventile entwickelt.
Auf der Shipbuilding, Machinery & Marine Technology 2010 stellte Voith Turbo neben einem weiteren Mitbewerber erstmals einen Ringpropeller für die Schifffahrt vor. In 18-monatiger Bauzeit wurde mit der Voith Maxima die stärkste einmotorige dieselhydraulische Lokomotive der Welt entwickelt. Seit 2010 befindet sich auch die Rangierlok Voith Gravita in größerer Stückzahl bei der Deutschen Bahn im Einsatz. Im selben Jahr feierte Voith im chinesischen Kunshan die offizielle Eröffnung seines neuen Produktions- und Servicezentrums für die Papierindustrie in Asien, die Voith Paper City.
Im Sommer 2010 nahm in Mutriku an der baskischen Küste das erste Wellenkraftwerk der Welt den kommerziellen Betrieb auf. Voith lieferte für diese Anlage des spanischen Energieversorgers Ente Vasco de la Energia (EVE) die Ausrüstung für die 16 Wells-Turbineneinheiten. Sie haben eine Gesamtleistung von 300 Kilowatt und produzieren ausreichend Strom für 250 Haushalte. Bei der in Mutriku angewandten Technik der „Oszillierenden Wassersäule“ kommen die Turbinen nicht mit Wasser in Berührung. Stattdessen wird eine Luftsäule in Bewegung gesetzt, die die Maschinen antreibt. Die kinetische Energie von Meeresströmungen wird mit Hilfe von frei umströmten dreiblättrigen Horizontalachsenturbinen in elektrische Energie verwandelt. Physikalisch ähneln solche Meeresströmungsturbinen Windkraftturbinen.

Nach erfolgreichem Abschluss und intensiver Auswertung des einjährigen Testlaufs in einem Modellkraftwerk nahe der südkoreanischen Insel Jindo führte Voith das Gezeitenströmungsprogramm mit dem Bau einer Ein-Megawatt-Maschine im 1:1-Maßstab konsequent fort und entwickelte die neuartige wartungsarme Strömungsturbinentechnologie am European Marine Energy Centre (EMEC) in Schottland zur kommerziellen Größe weiter. Voith baute eine Test-Turbine am Standort Heidenheim, die von 2013 bis 2015 vor der schottischen Orkney-Insel Eday installiert war.
Am 1. Oktober 2010 firmierte die bisherige Voith AG in Voith GmbH um.
Im chinesischen Wasserkraftwerk Xiluodu am Jinsha-Fluss ging 2013 die leistungsstärkste Generator-Turbinen-Einheit der Voith-Geschichte in Betrieb. Nach 72-stündigem Testlauf übergab Voith die erste von insgesamt drei dieser Maschinen an die China Three Gorges Corporation. Mit 784 Megawatt erzeugt die Generator-Turbinen-Einheit mehr Leistung als die der größten Wasserkraftwerke der Welt. Die Gesamt-Leistung der drei Voith-Einheiten für Xiluodu wird nach Fertigstellung in etwa dem stärksten Kernkraftwerk Deutschlands in Gundremmingen entsprechen.
Anfang 2014 gab Voith Turbo bekannt, den Neubau von Lokomotiven aufzugeben. Insgesamt wurden im Werk Kiel 20 Maxima und 165 Gravita hergestellt.
Der Standort Kiel blieb als Servicepunkt erhalten. Im April 2014 wurde das Voith China Training Center feierlich eingeweiht. Das Aus- und Weiterbildungszentrum in Kunshan (rund 80 km nordwestlich von Schanghai) ist die größte Ausbildungseinrichtung des Unternehmens außerhalb Deutschlands. Im selben Jahr feierte Voith auch die offizielle Eröffnung eines neuen Ausbildungszentrums in Heidenheim, in dem jährlich zehn Ausbildungsberufe vom kaufmännischen bis zum technischen Beruf ausgebildet werden.
Im Februar 2015 wurde bekannt, dass Voith in Deutschland und Österreich insgesamt rund 800 Stellen in der Papiermaschinensparte streicht, die Voith-Paper-Standorte in Krefeld, Neuwied und St. Pölten werden geschlossen.
Im Jahr 2016 wurde der Verkauf des Konzernbereichs Industrial Services abgeschlossen.
Unter dem neuen Eigentümer Triton Partners wurde das Geschäft in zwei eigenständige Marken aufgespalten: Seit 2017 firmiert das Dienstleistungsgeschäft für den Automobilsektor als Leadec, die Sparte für die Prozess- und Kraftwerksindustrie nennt sich seitdem Veltec. Ebenfalls 2016 wurde mit Voith Digital Solutions ein neuer Konzernbereich gegründet.
Am 1. August 2017 firmierte die Voith GmbH in Voith GmbH & Co. KGaA um. Mit über 260 Mitarbeiter- und Familienfesten an über 160 Standorten stand das Jahr 2017 ganz im Zeichen des 150-Jährigen Firmenjubiläums. Im Geschäftsjahr 2017 wurden die Anteile an der KUKA vollständig veräußert. Im selben Jahr beteiligte sich Voith mehrheitlich am deutschen Digitaldienstleister Ray Sono.
2018 gründete Voith gemeinsam mit der Franka Emika GmbH das neue Gemeinschaftsunternehmen Voith Robotics, welches zuletzt allein von Voith geführt wurde, dabei ging Voith eine Beteiligung an Franka Emika ein. Im Zuge einer Neuausrichtung im Jahr 2022 hat Voith Robotics seine Marktaktivitäten eingestellt.
Im Oktober 2019 gab die Geschäftsführung der Voith GmbH & Co. KGaA die Schließung zweier Werke in der Sparte Antriebstechnik, nämlich in Sonthofen und in Zschopau, bis Ende des Jahres 2020 bekannt. Von der Schließung war auch der Standort Mülheim an der Ruhr mit 20 Beschäftigten betroffen, an dem aber keine Produktion stattfand. 230 der weltweit etwa 5600 Arbeitsplätze bei Voith Turbo sollten abgebaut und 370 Arbeitsplätze an andere Standorte verlagert werden. Die Zahl der Standorte in Deutschland sollte von zehn auf sieben reduziert werden.
Am 23. April 2020 gingen die Arbeiter in Sonthofen in Streik.
Ende September 2020 wurde die Produktion in Sonthofen und Zschopau eingestellt.
Am 31. Juli 2020 erwarb Voith eine Mehrheitsbeteiligung an der kroatischen Kleinwasserkraft-Firma Sintaksa, die auf Produkte und Dienstleistungen für elektromechanische und Automatisierungssysteme spezialisiert ist.
Am 1. Dezember 2019 wurde die Übernahme von BTG erfolgreich abgeschlossen. Das Unternehmen mit Hauptsitz in der Schweiz bietet ein hochspezialisiertes Portfolio an Lösungen für eine Vielzahl von Anwendungen, vor allem für Papierhersteller.
Am 30. April 2020 wurde zudem die Übernahme von Toscotec S.p.A. erfolgreich abgeschlossen. Toscotec wurde 1948 gegründet und ist auf die Entwicklung und Produktion von Papiermaschinen, Systemen und Komponenten für die Herstellung von Hygienepapieren, Papier und Karton spezialisiert.
Voith hat außerdem Anteile an dem Nachhaltigkeits-Start-up Yangi® übernommen, dessen Unternehmenssitz in Varberg, Schweden, ist. Beide Parteien unterzeichneten den Kaufvertrag im Dezember 2022. Das Unternehmen konzentriert sich insbesondere auf die Megatrends Nachhaltigkeit und Kreislaufwirtschaft.
Seit 1. Mai 2020 hielt Voith 70 Prozent der Anteile an der ELIN Motoren GmbH. Die Übernahme der verbleibenden Anteile wurde 2022 abgeschlossen. Das Unternehmen produziert elektrische Motoren und Generatoren in Kleinserie sowie individuelle Lösungen für Industrieanwendungen.
Der Konzernbereich Voith Turbo wurde außerdem durch die Übernahme der ARGO-HYTOS Gruppe gestärkt. Am 2. August 2022 wurde diese erfolgreich abgeschlossen. ARGO-HYTOS, mit Hauptsitz in der Schweiz, entwickelt und produziert Hydraulik-Komponenten und -Systemlösungen mit Schwerpunkt auf den Off-Highway Bereich (Landmaschinen, Baumaschinen und Förderfahrzeuge).
Im Jahr 2022 wurde weiterhin die Übernahme der IGW Rail durch Voith bekannt. Das in Brno (Tschechien) ansässige Unternehmen ist auf Getriebe für Schienenfahrzeuge spezialisiert. Durch den Erwerb entsteht einer der weltweit größten unabhängigen Hersteller von Schienenfahrzeuggetrieben.

## Unternehmen
Voith ist in rund 60 Ländern weltweit mit Vertriebs-, Service-, Produktions-, Forschungs- und Entwicklungs- oder Verwaltungsstandorten vertreten. Das Unternehmen setzte bereits früh auf globale Geschäftsbeziehungen: Schon 1903 lieferte Voith Turbinen für ein Wasserkraftwerk an den amerikanischen Niagarafällen und für das erste chinesische Wasserkraftwerk Shi Long Ba, 1923 lieferte der Konzern eine erste Papiermaschine nach Indien. 1903 wurde ein erster Standort im Ausland, im österreichischen St. Pölten gegründet, zehn Jahre später die erste Niederlassung in den USA.
In Brasilien und Indien ist Voith seit den 1960er Jahren präsent, in China seit Anfang der 1990er Jahre. Schwerpunktregionen sind Brasilien, China, Deutschland, Europa, Indien und die USA.
Noch heute ist der Konzern zu 100 % in Familienbesitz, seit den 1960er Jahren sind die Erben allerdings von den wichtigsten Führungspositionen verdrängt worden.
Die Familie Voith gehört heute zu den reichsten Familien Deutschlands, das Vermögen der etwa 40 Inhaber des Weltkonzerns ist laut Schätzung des Manager Magazins 2012 auf 3,2 Milliarden Euro angestiegen, 2013 allerdings auf 2,2 Milliarden gesunken.
Voith engagiert sich in den Bereichen Bildung, Soziales, Sport und Kultur. Das gesellschaftliche Engagement reicht von der finanziellen Unterstützung von Hilfs- und Förderprojekten bis hin zu Corporate-Volunteering-Aktivitäten. Sie werden zum einen durch die Voith GmbH & Co. KGaA – teilweise in Kooperation mit gemeinnützigen Organisationen – und zum anderen durch die 1953 ins Leben gerufene Hanns Voith Stiftung und die 2004 in Brasilien gegründete Fundação Voith realisiert.

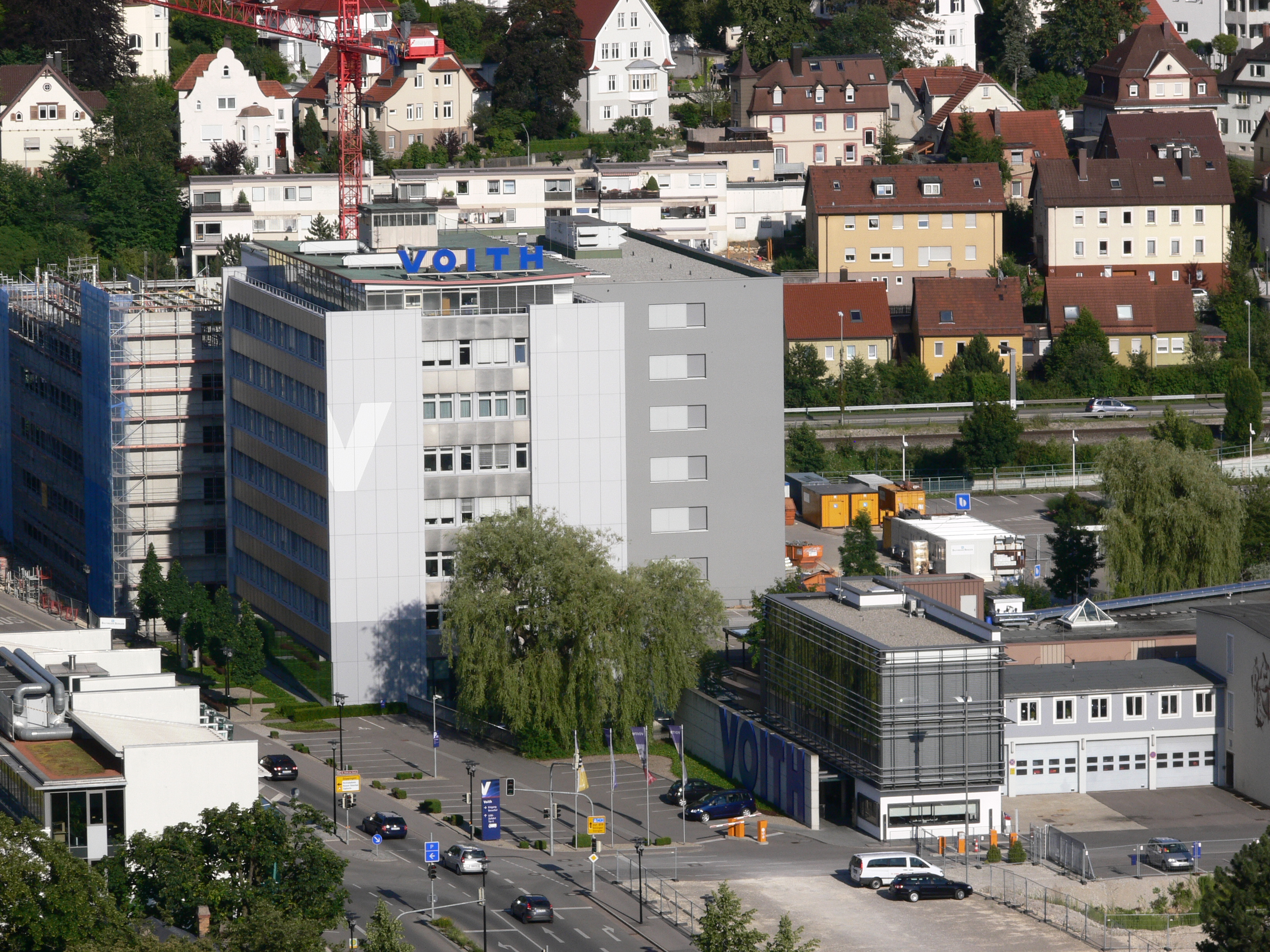
Haupteingang zum Voith-Stammsitz in Heidenheim

Mit seinem Portfolio aus Anlagen, Produkten und Industriedienstleistungen bedient Voith fünf Märkte: Energie, Öl & Gas, Papier, Rohstoffe sowie Transport & Automotive. Weltweit ist Voith in über 60 Ländern vertreten.
Vorsitzender der Geschäftsführung. ist seit dem 24. Oktober 2018 Toralf Haag. Aufsichtsratsvorsitzender ist Siegfried Russwurm. Sein Stellvertreter ist Alexander Schlotz, Vorsitzender des Gesamt- und Konzernbetriebsrats.
Die Voith GmbH & Co. KGaA mit Sitz in Heidenheim an der Brenz ist die operative Management-Holding des Konzerns. Die Geschäftsführung der Voith GmbH & Co. KGaA ist für die strategische Steuerung und die operative Führung des Konzerns verantwortlich. Beratungs- und Aufsichtsgremien sind der Gesellschafterausschuss und der Aufsichtsrat. Letzterer ist zugleich die kontrollierende Instanz gegenüber der Geschäftsführung.
Das operative Geschäft von Voith ist gebündelt in drei Konzernbereiche: Voith Hydro, Voith Paper und Voith Turbo.
Die Geschäfte der Tochtergesellschaften der Konzernbereiche werden jeweils über eine rechtlich selbstständige Führungsgesellschaft gesteuert. Darüber hinaus war Voith mit 9,14 % an der SGL Carbon in Wiesbaden und zwischen Dezember 2014 und Juli 2016 mit 25,1 % an der KUKA AG beteiligt. Der Anteil an SGL Carbon nahm bis Dezember 2016 auf knapp 3 % ab.

### Voith Hydro

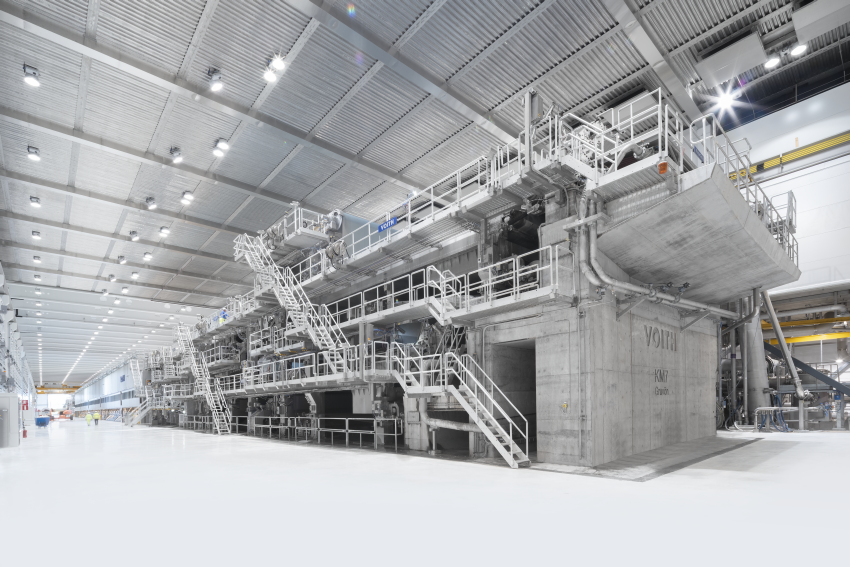
Kartonpapiermaschine Gruvön KM7, 2019 von Voith Paper geliefert

Voith Hydro, früher Voith Siemens Hydro Power Generation, war ein Gemeinschaftsunternehmen von Voith und Siemens Energy (Kapitalanteil 35 %).
Im Oktober 2021 teilte Siemens Energy mit, sich aus dem Gemeinschaftsunternehmen zurückzuziehen und seine Minderheitsbeteiligung an den Partner zu verkaufen.
Voith Hydro ist Komplettanbieter zur Ausrüstung von Wasserkraftwerken aller Größen. Die Produktpalette reicht von Generatoren und Turbinen über Pumpen bis hin zur Mess-, Regelungs- und Steuerungstechnik, Automatisierung, Modernisierung von Wasserkraftwerken sowie Serviceleistungen wie Instandhaltung und Ersatzteile.
Rund ein Viertel der weltweit durch Wasserkraft erzeugten Energie stammt aus Kraftwerken, die mit Voith Technik betrieben werden.
Die Produkte finden Anwendung in zahlreichen großen Wasserkraftwerken, z. B. Niagara (1903), Itaipú (1976) oder der Drei-Schluchten-Talsperre (2003). Der Bau des Belo-Monte-Staudamms im brasilianischen Teil des Amazonasbeckens, an dem die Voith Hydro ebenfalls beteiligt ist, begann im Januar 2012. Experten gehen davon aus, dass er bei Vollendung bis zu 516 km² Land, überwiegend Wald überfluten und 20.000 Menschen verdrängen könnte.

### Voith Paper
Voith Paper ist ein Systemlieferant für die internationale Papierindustrie, der den gesamten Papierherstellungsprozess abdeckt. Ein Großteil der weltweiten Papierproduktion wird auf Voith Paper-Anlagen hergestellt.
Voith Paper bietet
- Lösungen zur Aufbereitung von Primär- und Sekundärfasern (z. B. aus Altpapier)
- Lieferung gesamter Papiermaschinen für alle Papiersorten, sowie Umbau einzelner Sektionen einer Papiermaschine
- Automatisierungslösungen für den gesamten Papierherstellungsprozess, wie zum Beispiel Prozess- und Qualitätsleitsystem, Sensoren und Messrahmen
- Papiermaschinenbespannungen (z. B. Formiersiebe), Pressmäntel, Walzen und Walzenbezüge
- Services vom Produktservice bis zur Optimierung ganzer Anlagen
- Technologien für das effiziente Nutzen aller Ressourcen, wie Wasser, Energie oder Fasern z. B. durch Nutzen der Reststoffe und des Abwassers zur Energiegewinnung
- Klima- und Prozessluftsysteme sowie Trocken- und Kühltechnik

### Voith Turbo
Voith Turbo ist ein Anbieter mechanischer, hydrodynamischer, elektrischer, hydraulischer und elektronischer Antriebs- und Bremssysteme. Im Bereich hydrodynamischer Getriebe ist Voith Turbo Weltmarktführer.
Leistungsschwerpunkte in der Gruppe sind:
- In der Energie- sowie Öl- und Gasindustrie kommen zum Beispiel hydrodynamische Kupplungen (Turbokupplungen), regelbare Planetengetriebe, Turbogetriebe, hydrodynamische Drehmomentwandler sowie Stell- und Regeltechnik zum Einsatz. Turbokupplungen, Hydrauliksysteme und Hydraulikkomponenten, Hirth-Stirnverzahnungen, Hochleistungsgelenkwellen, Sicherheitskupplungen sowie hochelastische Kupplungen finden unter anderem in der Stahlindustrie und in Märkten wie Bergbau und Metallbearbeitung ihre Verwendung.
- Für Straßenfahrzeuge: Automatikgetriebe für Busse, hydrodynamische Retarder, Luftkompressoren und Turbo-Retarder-Kupplung VIAB sowie Schwingungsdämpfer für Landmaschinen
- Für Schienenfahrzeuge: Antriebssysteme wie Turbogetriebe, Radsatzgetriebe, Traktions-Stromrichter, Gelenkwellen, Kühlanlagen, Scharfenbergkupplungen und Bugnasen
- Für Wasserfahrzeuge: Voith-Schneider-Propeller, Wassertrecker, Voith Turbo Fin, Voith Linear Jet, Voith Inline Thruster, Voith Radial Propeller

## Forschung und Entwicklung
Voith hält weltweit mehrere tausend aktive Patente.
Im Geschäftsjahr 2022/23 investierte Voith insgesamt 232 Mio. Euro in die Stärkung der Produktivität sowie in die strategische Ausrichtung des Voith-Konzerns. Die am Umsatz gemessene Investitionsquote erreichte im Berichtsjahr (2022/23) 4,2 % des Konzernumsatzes (Vorjahr: 4,4 %). Vom gesamten F&E Aufwand wurden 3 Mio. Euro aktiviert.
Gleichzeitig wurden Abschreibungen in Höhe von 12 Mio. Euro auf aktivierte Entwicklungskosten vorgenommen. In den vergangenen fünf Jahren hat der Konzern in Summe etwa eine Milliarde Euro in die Forschung und Entwicklung investiert.
Die Forschungs- und Entwicklungsaktivitäten von Voith sind international ausgerichtet. Der Schwerpunkt liegt in Deutschland; Zentren in Amerika, Asien und der Region übriges Europa leisten spezialisierte Forschungs- und Entwicklungs-Beiträge in den jeweiligen Konzernbereichen. So wurde das 1994 gegründete Tissue Innovation Center in São Paulo im November 2011 nach einem Großumbau wiedereröffnet. Im Geschäftsjahr 2016/2017 eröffnete Voith in Berlin ein eigenes Voith Innovation Lab um den Innovationsprozess im Unternehmen zu stärken.
Voith investiert auch insbesondere im Bereich Wasserstoff-Forschung. So wurde im Juni 2024 ein Joint-Venture mit dem chinesischen Automobilzulieferer Weifu gegründet. Das Ziel: Die Entwicklung wasserstoffbetriebener LKW vorantreiben.